# Vorstendom Walachije
Het vorstendom Walachije of Wallachije was een vorstendom in de regio Walachije tussen de Zuidelijke Karpaten en de Donau. Het werd in de veertiende eeuw gesticht door Basarab I. In 1862 werd het met het vorstendom Moldavië verenigd tot de staat Roemenië.